# Adobe GoLive
Adobe GoLive ist ein HTML-Editor des Unternehmens Adobe Inc. Er ist ein WYSIWYG-Editor für Mac OS und Microsoft Windows. Das Erstellen und Bearbeiten von Webseiten wird durch Drag and Drop, vorgefertigte Seiten und Syntaxhervorhebung vereinfacht.
Das Programm wurde 1996 von dem Hamburger Unternehmen GoNet communications unter den Bezeichnungen GoLive CyberStudio und GoLive Systems entwickelt. 1999 wurde das Unternehmen von Adobe gekauft. Die erste Adobe-GoLive-Version erschien 1999. In den Versionen 2 und 2.3 der Adobe Creative Suite sind sowohl GoLive 8 als auch Dreamweaver enthalten. Die letzte Version Adobe GoLive 9 trug zwar den Zusatz „CS2“, wurde aber nur noch separat angeboten und verwendet für das Layout-Rendering die Opera-Engine (wie auch Dreamweaver bis zur Version CS3). Mit dieser Version wurde die Entwicklung und im April 2008 auch der Vertrieb von GoLive zugunsten von Dreamweaver CS3 eingestellt.
Die CS-Versionen von GoLive müssen nach der Installation durch eine Produktaktivierung freigeschaltet werden, um lauffähig zu bleiben (in CS2-Version inzwischen deaktiviert, siehe CS2-Version).